# Miloslav Strnad
Miloslav Strnad (* 3. prosince 1981 v Benešově) je český fotbalový útočník působící v SK Viktoria Štěrboholy.

## Fotbalová kariéra
S fotbalem začínal v rodném Benešově, na konci sezony 2003/04 přestoupil do FK Tábor. První druholigový start zaznamenal 13. srpna 2006 v Brně na Srbské, kde Bohemians prohráli s nováčkem soutěže Dostou Bystrc 1:2.
Nejvyšší soutěž si zahrál v ročníku 2009/10 za FC Baník Ostrava.
V sezoně 2011/12 se stal spolu s jihlavským Teclem a mosteckým Mlikou nejlepším střelcem II. ligy s 12 brankami.
Na jaře 2016 nastupoval ve druhé nejvyšší soutěži za FK Slavoj Vyšehrad.

## Ligová bilance
| Ročník                          | Zápasy | Góly | Klub               |
| ------------------------------- | ------ | ---- | ------------------ |
| 2. česká fotbalová liga 2006/07 | 1      | 0    | Bohemians 1905     |
| 2. česká fotbalová liga 2007/08 | 23     | 7    | FC Zenit Čáslav    |
| 2. česká fotbalová liga 2008/09 | 16     | 9    | FC Zenit Čáslav    |
| 2. česká fotbalová liga 2008/09 | 11     | 0    | Bohemians 1905     |
| Gambrinus liga 2009/10          | 20     | 3    | FC Baník Ostrava   |
| 2. česká fotbalová liga 2010/11 | 23     | 12   | FC Graffin Vlašim  |
| 2. česká fotbalová liga 2011/12 | 14     | 8    | FC Graffin Vlašim  |
| 2. česká fotbalová liga 2011/12 | 13     | 4    | FK Baník Sokolov   |
| Fotbalová národní liga 2012/13  | 26     | 10   | FC MAS Táborsko    |
| Fotbalová národní liga 2013/14  | 26     | 13   | FC MAS Táborsko    |
| Fotbalová národní liga 2014/15  | 27     | 9    | FC MAS Táborsko    |
| Fotbalová národní liga 2015/16  | 12     | 5    | FC MAS Táborsko    |
| Fotbalová národní liga 2015/16  | 12     | 3    | FK Slavoj Vyšehrad |
| CELKEM 1. liga                  | 20     | 3    |                    |
| CELKEM 2. liga                  | 204    | 80   |                    |